# Feint
Singles de Epica
The Phantom Agony
(2003) Cry for the Moon
(2004)
Feint est un single du groupe de metal symphonique Epica, sorti en 2004.

## Liste des titres
1. Feint
2. Feint (Piano Version)
3. Triumph of Defeat
4. Seif al Din